# Torneio de xadrez de Las Palmas de 1982
O Torneio de xadrez do Las Palmas de 1982 foi um dos três torneios interzonais realizados com o objetivo de selecionar dois jogadores para participar do Torneio de Candidatos de 1983, que foi o Torneio de Candidatos do ciclo 1982-1984 para escolha do desafiante ao título no Campeonato Mundial de Xadrez de 1984. A competição foi realizada na cidade de Las Palmas de 12 a 30 de julho e teve como vencedor Zoltán Ribli.

## Tabela de resultados[1][3]
Os nomes em fundo verde claro indicam os jogadores que participaram do torneio de Candidatos do ano seguinte:
|    |                       | Rating | 1 | 2 | 3 | 4 | 5 | 6 | 7 | 8 | 9 | 10 | 11 | 12 | 13 | 14 | Total | Tie break |
| -- | --------------------- | ------ | - | - | - | - | - | - | - | - | - | -- | -- | -- | -- | -- | ----- | --------- |
| 1  | HUN Zoltán Ribli      | 2580   | - | 1 | ½ | 1 | ½ | ½ | 1 | ½ | ½ | ½  | ½  | 1  | 1  | ½  | 9     |           |
| 2  | URS Vasily Smyslov    | 2565   | 0 | - | 1 | 0 | ½ | ½ | ½ | ½ | 1 | 1  | 1  | ½  | 1  | 1  | 8½    |           |
| 3  | ROM Mihai Suba        | 2525   | ½ | 0 | - | 0 | ½ | 1 | 1 | 1 | ½ | 1  | 1  | ½  | 1  | 0  | 8     |           |
| 4  | URS Vladimir Tukmakov | 2555   | 0 | 1 | 1 | - | 1 | ½ | ½ | 0 | 1 | ½  | 0  | ½  | ½  | 1  | 7½    | 48.00     |
| 5  | URS Tigran Petrosian  | 2605   | ½ | ½ | ½ | 0 | - | 1 | ½ | ½ | ½ | 1  | ½  | 1  | ½  | ½  | 7½    | 47.00     |
| 6  | NED Jan Timman        | 2600   | ½ | ½ | 0 | ½ | 0 | - | ½ | 1 | 1 | ½  | 0  | ½  | ½  | 1  | 6½    | 39.25     |
| 7  | DEN Bent Larsen       | 2595   | 0 | ½ | 0 | ½ | ½ | ½ | - | 0 | 0 | ½  | 1  | 1  | 1  | 1  | 6½    | 37.50     |
| 8  | HUN József Pintér\|   | 2550   | ½ | ½ | 0 | 1 | ½ | 0 | 1 | - | 0 | ½  | ½  | ½  | ½  | ½  | 6     | 39.25     |
| 9  | ENG Jonathan Mestel   | 2540   | ½ | 0 | ½ | 0 | ½ | 0 | 1 | 1 | - | 0  | 1  | ½  | 0  | 1  | 6     | 36.00     |
| 10 | URS Lev Psakhis       | 2615   | ½ | 0 | 0 | ½ | 0 | ½ | ½ | ½ | 1 | -  | ½  | ½  | ½  | 1  | 6     | 35.00     |
| 11 | SWE Lars Karlsson     | 2505   | ½ | 0 | 0 | 1 | ½ | 1 | 0 | ½ | 0 | ½  | -  | ½  | ½  | ½  | 5½    | 35.25     |
| 12 | TUN Slim Bouaziz      | 2360   | 0 | ½ | ½ | ½ | 0 | ½ | 0 | ½ | ½ | ½  | ½  | -  | ½  | 1  | 5½    | 32.75     |
| 13 | BRA Jaime Sunye Neto  | 2500   | 0 | 0 | 0 | ½ | ½ | ½ | 0 | ½ | 1 | ½  | ½  | ½  | -  | 1  | 5½    | 31.25     |
| 14 | EUA Walter Browne     | 2590   | ½ | 0 | 1 | 0 | ½ | 0 | 0 | ½ | 0 | 0  | ½  | 0  | 0  | -  | 3     |           |